# Liberais e Democratas Flamengos
Os Liberais e Democratas Flamengos (em holandês: Open Vlaamse Liberalen en Democraten, Open VLD/VLD) é um partido político liberal da região flamenga da Bélgica.
O partido foi fundado em 1992, como sucessor do unitário Partido da Liberdade e Progresso, que, tal como outros partidos belgas, se dividiu conforme as zonas linguísticas e regionais. O partido-irmão francófono é o Movimento Reformador.
Ideologicamente, o partido definia-se, claramente, como centro-direita, defendendo um programa económico liberal e uma posição conservadora em temas sociais. No final da década de 1990, o partido moveu-se para o centro, tornando-se um partido claramente liberal, quer a nível económico, quer a nível social. Além do seu liberalismo, o VLD é o partido belga que, mais abertamente, defende o federalismo europeu e o desenvolvimento da União Europeia em Estados Unidos da Europa.
A nível internacional, o partido é membro do ELDR e da Internacional Liberal.

## Resultados eleitorais

### Eleições legislativas

#### Câmara dos Deputados
| Data | CI. | Votos     | %            | +/- | Deputados | +/- | Status   |
| ---- | --- | --------- | ------------ | --- | --------- | --- | -------- |
| 1995 | 2.º | 798 363   | 13,1 / 100,0 |     | 21 / 150  |     | Oposição |
| 1999 | 1.º | 888 861   | 14,3 / 100,0 | 1,2 | 23 / 150  | 2   | Governo  |
| 2003 | 1.º | 1 009 223 | 15,4 / 100,0 | 1,1 | 25 / 150  | 2   | Governo  |
| 2007 | 4.º | 789 455   | 11,8 / 100,0 | 3,6 | 18 / 150  | 7   | Governo  |
| 2010 | 6.º | 563 873   | 8,6 / 100,0  | 3,2 | 13 / 150  | 5   | Governo  |
| 2014 | 4.º | 650 290   | 9,6 / 100,0  | 1,0 | 14 / 150  | 1   | Governo  |
| 2019 | 6.º | 579 334   | 7,6 / 100,0  | 2,0 | 12 / 100  | 2   |          |

#### Senado
| Data | CI. | Votos     | %            | +/-     | Deputados | +/-     |
| ---- | --- | --------- | ------------ | ------- | --------- | ------- |
| 1995 | 2.º | 796 154   | 13,3 / 100,0 |         | 6 / 40    |         |
| 1999 | 1.º | 952 116   | 15,4 / 100,0 | 2,1     | 6 / 40    | Estável |
| 2003 | 1.º | 1 007 868 | 15,4 / 100,0 | Estável | 7 / 40    | 1       |
| 2007 | 2.º | 821 980   | 12,4 / 100,0 | 3,0     | 5 / 40    | 2       |
| 2010 | 6.º | 533 124   | 8,2 / 100,0  | 4,2     | 4 / 40    | 1       |

### Eleições regionais

#### Flandres
| Data | CI. | Votos   | %            | +/- | Deputados | +/-     | Status   |
| ---- | --- | ------- | ------------ | --- | --------- | ------- | -------- |
| 1995 | 2.º | 761 262 | 20,2 / 100,0 |     | 27 / 124  |         | Oposição |
| 1999 | 2.º | 855 867 | 22,0 / 100,0 | 1,8 | 27 / 124  | Estável | Governo  |
| 2004 | 3.º | 804 578 | 19,8 / 100,0 | 3,1 | 25 / 124  | 2       | Oposição |
| 2009 | 4.º | 616 610 | 15,0 / 100,0 | 4,8 | 21 / 124  | 4       | Governo  |
| 2014 | 3.º | 594 469 | 14,2 / 100,0 | 0,8 | 19 / 124  | 2       | Governo  |
| 2019 | 4.º | 556 630 | 13,1 / 100,0 | 1,1 | 16 / 124  | 3       |          |

#### Bruxelas
| Data                        | CI. | Votos  | %            | +/-  | Deputados | +/-     | Status   |
| --------------------------- | --- | ------ | ------------ | ---- | --------- | ------- | -------- |
| 1995                        | 8.º | 11 034 | 2,7 / 100,0  | 0,6  | 2 / 75    | 1       | Oposição |
| 1999                        | 7.º | 13 729 | 3,2 / 100,0  | 0,5  | 2 / 75    | Estável | Governo  |
| Resultados da área flamenga |     |        |              |      |           |         |          |
| 2004                        | 2.º | 12 433 | 19,9 / 100,0 |      | 4 / 17    |         | Governo  |
| 2009                        | 1.º | 11 957 | 23,1 / 100,0 | 3,2  | 4 / 17    | Estável | Governo  |
| 2014                        | 1.º | 14 296 | 26,7 / 100,0 | 3,6  | 5 / 17    | 1       | Governo  |
| 2019                        | 3.º | 11 051 | 15,8 / 100,0 | 10,9 | 3 / 17    | 2       |          |

### Eleições europeias

#### Resultados referentes ao colégio flamengo
| Data | CI. | Votos   | %            | +/-     | Deputados | +/-     |
| ---- | --- | ------- | ------------ | ------- | --------- | ------- |
| 1994 | 2.º | 678 421 | 18,4 / 100,0 |         | 3 / 14    |         |
| 1999 | 1.º | 847 099 | 21,9 / 100,0 | 3,5     | 3 / 14    | Estável |
| 2004 | 3.º | 880 279 | 21,9 / 100,0 | Estável | 3 / 14    | Estável |
| 2009 | 2.º | 837 884 | 20,6 / 100,0 | 1,3     | 3 / 13    | Estável |
| 2014 | 2.º | 858 872 | 23,3 / 100,0 | 2,7     | 3 / 12    | Estável |
| 2019 | 3.º | 678 051 | 16,0 / 100,0 | 7,3     | 2 / 12    | 1       |